# Sem Sal
"Sem Sal" é uma canção da cantora e compositora brasileira Marília Mendonça, lançada como o quinto single do álbum Todos os Cantos (2019) em 26 de outubro de 2018 pela gravadora Som Livre.

## Composição
Assim como todas as canções de Todos os Cantos (2019), "Sem Sal" não é uma música autoral. A canção aborda a perspectiva de uma mulher que superou o relacionamento, mas teve que lidar com discursos depreciativos do ex-parceiro, que não aceitou o fim da relação.

## Gravação
A canção foi gravada em 17 de outubro de 2018 no Centro Dragão do Mar de Arte e Cultura, em Fortaleza, no Ceará. Apesar de ter sido anunciado no mesmo dia, o evento lotou o local e a cidade teve engarrafamentos.

## Lançamento e recepção
"Sem Sal" foi lançada como single em 26 de outubro de 2018 simultaneamente com sua versão em videoclipe, e, assim como os singles anteriores, atingiu números significativos nas plataformas digitais. Em cerca de dois dias, o vídeo teve 3 milhões de visualizações e mais de 100 milhões em 2019. Em 2020, o single recebeu a certificação de disco de diamante duplo da Pro-Música Brasil.

## Certificações e vendas
| Região                                                        | Certificação | Unidades/vendas |
| ------------------------------------------------------------- | ------------ | --------------- |
| Brasil (PMB)                                                  | 4× Diamante  | - 1.200.000‡    |
| ‡vendas+valores de streaming baseados somente na certificação |              |                 |